# 菩薩 (ウイグル)
菩薩（呉音：ぶさち、漢音：ほさつ、拼音：Púsà、? - 629年）は、回紇部の部族長（俟斤、頡利発）。特健俟斤の子。姓は薬羅葛（ヤグラカル）氏で、名は菩薩。

## 生涯
特健俟斤と烏羅渾の間に生まれる。
菩薩は頭がよく、策謀に優れており、武勇にも秀でていたことから、民衆に慕われ、その人気は父をも凌ぐものだった。そのため父の反感を買い、回紇部から追い出されてしまう。
父が亡くなると、民衆はふたたび菩薩を呼び戻して彼を推戴したため、菩薩は回紇部の俟斤（イルキン：部族長）となった。彼は物事に対して厳格であり、裁きも平等であったことから、人心を得た回紇部は次第に勢力を増していった。
貞観元年（627年）、薛延陀部と共に東突厥の北辺を攻めることとなり、菩薩は5千騎を率いて東突厥の欲谷設（ユクク・シャド）率いる10万と戦い、馬鬣山で撃破した。菩薩は東突厥軍を北の天山にまで追撃し、大いにその部人を捕虜としたため、北方にその名声が響き渡った。これ以降、回紇部は薛延陀部と組んで唇歯の関係となり、菩薩は活頡利発（かつイルテベル）と号して牙を独楽水（トール川）上に建てた。
貞観3年（629年）、回紇部は初めて唐に来朝し、方物を献上した。時に東突厥は唐の羈縻（きび）支配下に入っていたので、北方の草原地帯（モンゴル高原）では回紇部と薛延陀部の2部が最強となっていた。この年、菩薩が死去し、代わって吐迷度（トゥメド）が後を継ぐ。

## 参考資料
- 『旧唐書』（列伝第一百四十五 迴紇）
- 『新唐書』（列伝第一百四十二上 回鶻上）